# Blešno (Třebívlice)
Blešno (německy Plöschen) je malá vesnice, část obce Třebívlice v okrese Litoměřice. Nachází se asi 2,5 km na sever od Třebívlic. V roce 2009 zde bylo evidováno 21 adres. V roce 2011 zde trvale žilo pět obyvatel.
Blešno leží v katastrálním území Dřemčice o výměře 3,32 km2.
Poblíž se nachází Blešenský vrch.

## Historie
Nejstarší písemná zmínka pochází z roku 1226.

## Obyvatelstvo
|                                                                   | 1869 | 1880 | 1890 | 1900 | 1910 | 1921 | 1930 | 1950 | 1961 | 1970 | 1980 | 1991 | 2001 | 2011 |
| ----------------------------------------------------------------- | ---- | ---- | ---- | ---- | ---- | ---- | ---- | ---- | ---- | ---- | ---- | ---- | ---- | ---- |
| Obyvatelé                                                         | 138  | 130  | 131  | 110  | 124  | 118  | 104  | 50   | 28   | 20   | 11   | 7    | 4    | 5    |
| Domy                                                              | 25   | 25   | 27   | 27   | 27   | 27   | 27   | 25   | .    | 10   | 8    | 11   | 12   | 11   |
| Počet domů z roku 1961 je zahrnut v domech místní části Dřemčice. |      |      |      |      |      |      |      |      |      |      |      |      |      |      |

## Pamětihodnosti
- Socha svatého Vavřince